# 雅典的阿瑞斯特墨尼斯
雅典的阿瑞斯特墨尼斯（Aristomenes of Athens），约活动于公元前5世纪前后。古希腊雅典喜剧诗人之一，他在公元前439年到公元前388年间参加戏剧比赛，公元前424年首次在城邦酒神节上获胜，此外又在雅典酒神节上两次获胜，现仅存有其所作的五部戏剧的名称。